# Torneo de balonmano masculino en los Juegos Olímpicos de la Juventud Singapur 2010
El Balonmano en los Juegos Olímpicos de Verano de la Juventud 2010 tuvo lugar en el Salón 602 Suntec en Singapur.

## Equipos participantes
Grupo A
- Islas Cook
- Francia
- Corea del Sur

Grupo B
- Brasil
- Egipto
- Singapur

## Resultados
| Equipo        | J | G | E | P | GF  | GC  | DG   | PTS |
| ------------- | - | - | - | - | --- | --- | ---- | --- |
| Francia       | 2 | 2 | 0 | 0 | 97  | 40  | +57  | 4   |
| Corea del Sur | 2 | 1 | 0 | 1 | 106 | 43  | +63  | 2   |
| Islas Cook    | 2 | 0 | 0 | 2 | 8   | 128 | -120 | 0   |

| Fecha                | Lugar           |               |                          | Resultado     |                          |               |
| -------------------- | --------------- | ------------- | ------------------------ | ------------- | ------------------------ | ------------- |
| 20 de agosto de 2010 | Suntec Sala 602 | Islas Cook    |                          | 4:58 (2:33)   |                          | Francia       |
| 21 de agosto de 2010 | Suntec Sala 602 | Corea del Sur | Bandera de Corea del Sur | 70:4 (33:1)   | Bandera de Islas Cook    | Islas Cook    |
| 22 de agosto de 2010 | Suntec Sala 602 | Francia       | Bandera de Francia       | 39:36 (18:17) | Bandera de Corea del Sur | Corea del Sur |

## Grupo B
| Equipo   | J | G | E | P | GF | GC  | DG  | PTS |
| -------- | - | - | - | - | -- | --- | --- | --- |
| Brasil   | 2 | 1 | 1 | 0 | 84 | 38  | +46 | 3   |
| Egipto   | 2 | 1 | 1 | 0 | 81 | 38  | +43 | 3   |
| Singapur | 2 | 0 | 0 | 2 | 14 | 103 | -89 | 0   |

| Fecha                | Lugar           |          |                     | Resultado     |                   |        |
| -------------------- | --------------- | -------- | ------------------- | ------------- | ----------------- | ------ |
| 20 de agosto de 2010 | Suntec Sala 602 | Singapur | Bandera de Singapur | 7:50 (2:21)   | Bandera de Egipto | Egipto |
| 21 de agosto de 2010 | Suntec Sala 602 | Singapur | Bandera de Singapur | 7:53 (3:22)   | Bandera de Brasil | Brasil |
| 22 de agosto de 2010 | Suntec Sala 602 | Egipto   | Bandera de Egipto   | 31:31 (18:17) | Bandera de Brasil | Brasil |

## Partidos por el 5° puesto
| Fecha                | Lugar           |            |                       | Resultado     |                       |            |
| -------------------- | --------------- | ---------- | --------------------- | ------------- | --------------------- | ---------- |
| 23 de agosto de 2010 | Suntec Sala 602 | Islas Cook | Bandera de Islas Cook | 20:27 (10:15) | Bandera de Singapur   | Singapur   |
| 24 de agosto de 2010 | Suntec Sala 602 | Singapur   | Bandera de Singapur   | 32:18 (17:8)  | Bandera de Islas Cook | Islas Cook |

Singapur ganó el global por 59-38 y se adjudica el 5° lugar

## Semifinales y final
|  | Semifinales            | Semifinales            |    |                        | Final                  | Final |  |
|  |                        |                        |    |                        |                        |       |  |
|  |                        |                        |    |                        |                        |       |  |
|  | Singapur, 24 de agosto |                        |    |                        |                        |       |  |
|  | Francia                | 21                     |    |                        |                        |       |  |
|  | Egipto                 | 22                     |    |                        |                        |       |  |
|  |                        |                        |    |                        |                        |       |  |
|  |                        |                        |    |                        | Singapur, 25 de agosto |       |  |
|  |                        |                        |    |                        | Egipto                 | 35    |  |
|  |                        | Corea del Sur          | 25 |                        |                        |       |  |
|  |                        |                        |    |                        |                        |       |  |
|  |                        |                        |    |                        |                        |       |  |
|  |                        |                        |    |                        | Tercer lugar           |       |  |
|  | Singapur, 24 de agosto | Singapur, 24 de agosto |    | Singapur, 25 de agosto | Singapur, 25 de agosto |       |  |
|  | Corea del Sur          | 27                     |    | Francia                | 40                     |       |  |
|  | Brasil                 | 22                     |    |                        | Brasil                 | 27    |  |

| Egitpo            |
| Egipto            |
| 1ª medalla de oro |

- Datos: Q693003